# Château de la Motte-Beauvoir ou Beauvais
Pour les articles homonymes, voir Nangis (homonymie).
Ce château fort, dit aussi le château de Nangis, est situé en plein cœur de la ville de Nangis, dans le département de Seine-et-Marne. Il protégea la population de la seigneurie pendant la guerre de Cent Ans. Il abrite aujourd'hui les services administratifs de la mairie.

## Histoire

### Au Moyen Âge
Le nom de « La Motte » suggère la motte castrale qui indique l'origine médiévale de l'endroit. Fleury (v. 1093-† v. 1147), fils du roi Philippe Ier de France, en est le plus ancien seigneur connu. En 1245, le château de l'époque passe à la maison de Montmorency. Bien que reconnu comme forteresse en 1397, les Anglais font subir d'importants dommages au château en 1429. 
Le roi Charles VII le Bien-Servi offrira la seigneurie à Denis de Chailly en récompense pour son aide à Jeanne d'Arc. Celui-ci fit reconstruire la forteresse en 1436.

### A la Renaissance
En épousant Marie de Vères le 16 avril 1507, Louis de Brichanteau devient le nouveau seigneur. Sa descendance conservera la seigneurie jusqu'à la Révolution. Le domaine passa ainsi à leur fils Nicolas de Brichanteau puis au fils de celui-ci, Antoine. Vers 1590, Antoine de Brichanteau fait moderniser les corps de logis. 

### Au XVIIe siècle

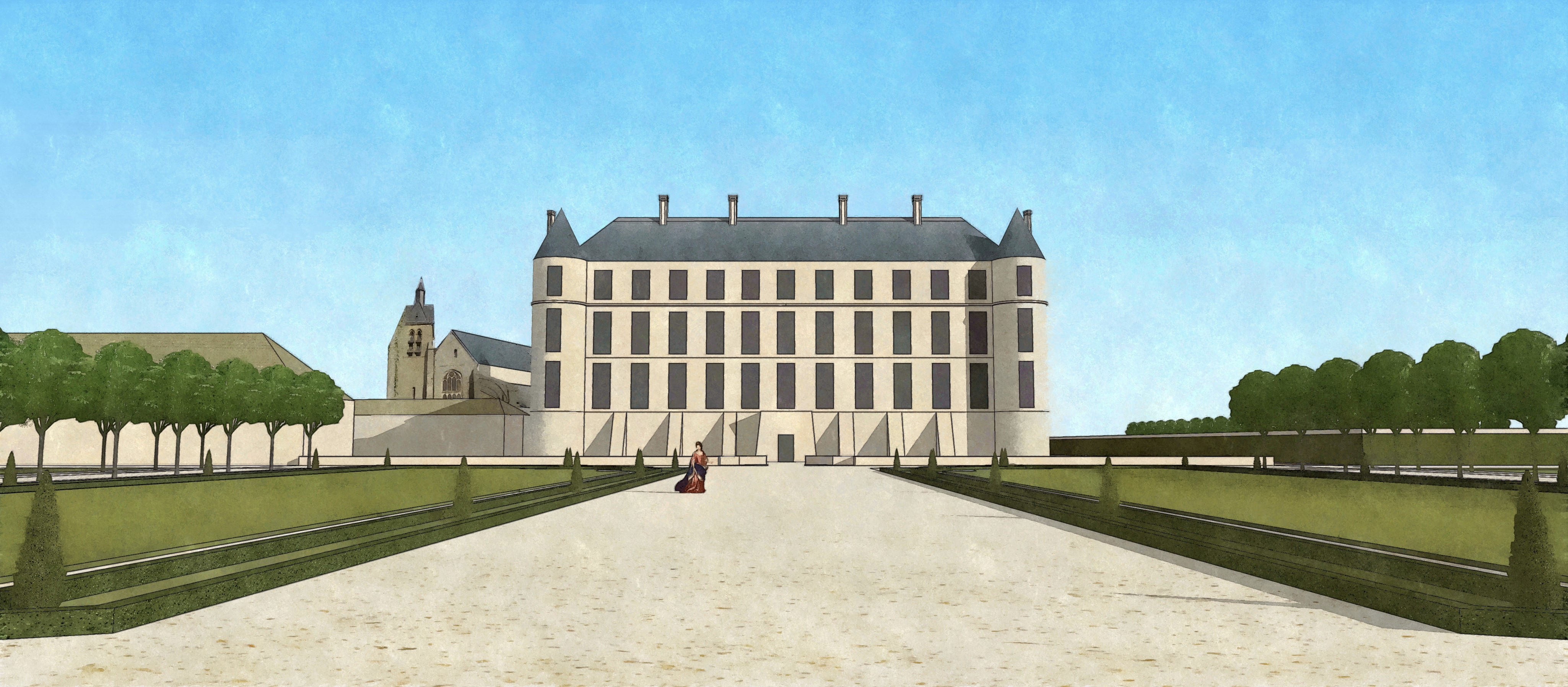
Restitution du château de Nangis du côté du parterre, vers 1700

La seigneurie devient marquisat en 1612. 
Le château reçoit la visite de Louis XIV en 1678.

### Au XVIIIe siècle
À la mort de Louis Armand de Brichanteau en 1742, un lointain cousin, le comte de Guerchy, devient le nouveau marquis. 
Son fils, Anne-Louis de Regnier de Guerchy (1755-1806), le dernier marquis de Nangis, presque ruiné, vend le château à un notaire parisien en 1795. 
Ce dernier fait détruire deux des trois corps de bâtiments, ne conservant que l'aile gauche.

### AuxXIXeetXXesiècles: l'actuelle mairie de Nangis
En 1859, le château est acquis par la municipalité, qui en fait sa mairie. 
Vue de l'extérieur, l'aile gauche n'a presque pas changé depuis cette époque. 
Six tableaux de la salle des mariages sont des portraits classés monuments historiques en mai 1909 bien que l'édifice lui-même ne le soit pas.

## Architecture

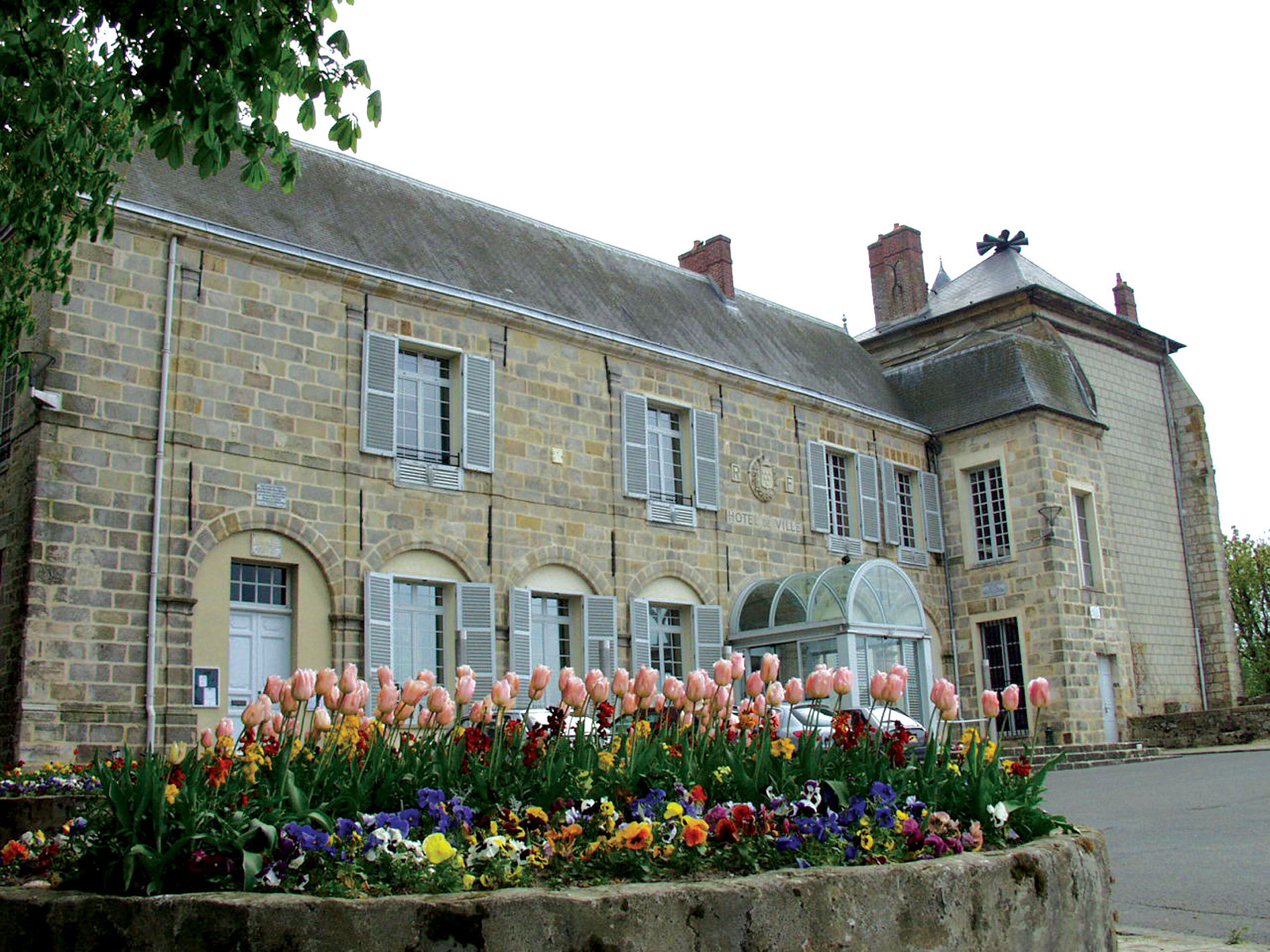
Mairie dans le château, façade côté cour d'entrée

On peut voir encore aujourd'hui les douves de l'ancienne motte castrale qui étaient jadis remplies d'eau. À l'époque, Jeanne d'Arc était passée par le pont-levis pour se rendre au donjon. L'aile gauche qui subsiste aujourd'hui possède encore deux tours d'angle. On a la chance de voir aussi une tour cylindrique d'enceinte pourvue d'archères. La base Mémoire des images du Ministère de la Culture comprend deux photos prises vers 1907-1909, l'une montrant la façade vue en perspective et l'autre, une tour de l'enceinte.